# ميخائيل روم
ميخائيل روم (1901 - 1971)، هو مخرج سينمائي سوفييتي-روسي، ولد في إيركوتسك بروسيا. كان والده من أصل يهودي ينتمي للحزب الاشتراكي الديمقراطي وكانوا في المنفى، تخرج من صالة للألعاب الرياضية في عام 1917، ودخل كلية موسكو للرسم والنحت والعمارة. في الفترة من 1918 - 1921 خدم في الجيش الأحمر خلال الحرب الأهلية الروسية، أولاً كرجل إشارة ثم ترقى إلى رتبة مفتش. وتوفي بموسكو سنة 1971.
يعتبر ميخائيل روم من أهم المخرجين السينمائيين في الحقبة السوفيتية، وهو بالإضافة لعمله بالإخراج وكتابة السيناريو، كان من أبرز الذين اشتغلوا على النظرية السينمائية في محاولة للكشف عن إمكانيات وخواص وطبيعة وآفاق فن السينما، كما قام ميخائيل روم بالتدريس لعشرات السنين بمعهد السينما بموسكو (فغيك)، وتخرج على يديه بعض أفضل السينمائيين السوفييت، ومنهم أندريه تاركوفسكي وأندري ميخايلكوف كونتشالوفسكي.

## من مؤلفاته
- كتاب: أحاديث حول الإخراج السينمائي (كتاب)

## روابط خارجية
- ميخائيل روم على موقع IMDb (الإنجليزية)
- ميخائيل روم على موقع مونزينجر (الألمانية)
- ميخائيل روم على موقع ميوزك برينز (الإنجليزية)
- ميخائيل روم على موقع تيرنر كلاسيك موفيز (الإنجليزية)
- ميخائيل روم على موقع أول موفي (الإنجليزية)
- ميخائيل روم على موقع قاعدة بيانات الأفلام السويدية (السويدية)
- ميخائيل روم على موقع قاعدة بيانات الفيلم (الإنجليزية)
- ميخائيل روم على موقع كينوبويسك (الروسية)